# El Granado

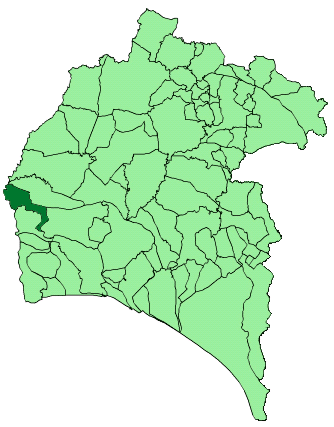
Localização de El Granado

El Granado é um município raiano da Espanha na comarca do Andévalo, província de Huelva, comunidade autónoma da Andaluzia, de área 98 km² com população de 616 habitantes (2007) e densidade populacional de 6,38 hab/km².
Em fevereiro de 2009, foi inaugurada nas suas imediações a Ponte Internacional do Baixo Guadiana, sobre o rio Chança, que veio reduzir a distância à povoação  portuguesa de Pomarão de 140 km por estrada para apenas 12 km.

## Demografia
| Variação demográfica do município entre 1991 e 2004 | Variação demográfica do município entre 1991 e 2004 | Variação demográfica do município entre 1991 e 2004 | Variação demográfica do município entre 1991 e 2004 |
| --------------------------------------------------- | --------------------------------------------------- | --------------------------------------------------- | --------------------------------------------------- |
| 1991                                                | 1996                                                | 2001                                                | 2004                                                |
| 696                                                 | 680                                                 | 642                                                 | 624                                                 |

## Locais de interesse
- Puerto de La Laja
- Barragem do Chança